# Chaim Chefer

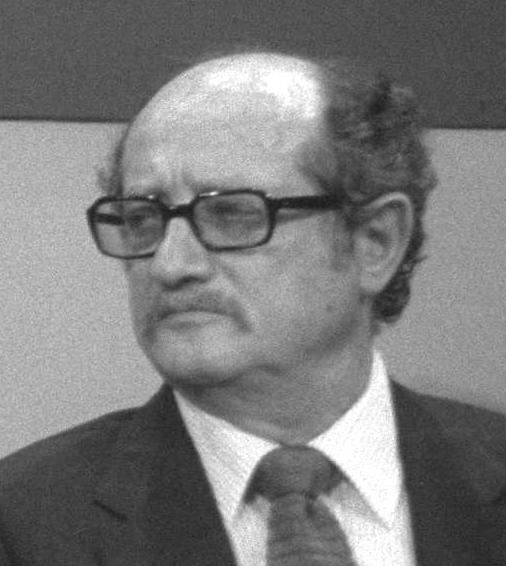
Chaim Chefer

Chaim Chefer (ur. 29 października 1925 w Sosnowcu, zm. 18 września 2012 w Tel Awiwie) – izraelski poeta, felietonista, autor tekstów izraelskich piosenek.
Urodził się jako Chaim Fajner, nazwisko zmienił podczas izraelskiej Wojny o Niepodległość w latach 1948-1949. Walczył w szeregach Palmachu wciąż tworząc wiersze. Inspiracją dla niego był Natan Alterman – poeta żydowski. Muzykę do wierszy Chefera najczęściej tworzy urodzony również w Polsce Mosze Wileński.
Został wyróżniony Nagrodą Państwa Izrael (Pras Israel), nagrodą Sokołowa oraz wieloma innymi.
W 2008 ukazała się w Polsce książka „Chaim Chefer – Pamiętne Dni”